# ÖAF
Pour les articles homonymes, voir OAF.
ÖAF était un constructeur de poids lourds autrichien, issu de la scission de Austro-FIAT en 1921. ÖAF a été créé par Fiat en 1907 et est aujourd'hui intégré dans MAN Truck & Bus.

## Histoire
En 1907, Fiat créa une filiale en Autriche qui s'est d'abord appelée Osterreichische Fiat-Werke. Ses productions portaient la marque Austro-FIAT ou sous la forme abrégée A-F.
La fabrication d'automobiles a commencé dans la nouvelle usine construite pour l'occasion à Vienne en 1908, alors que l’effectif s’élevait à seulement 50 salariés. Un camion de 4 tonnes, analogue au modèle Fiat italien, a été construit à partir de 1911. 

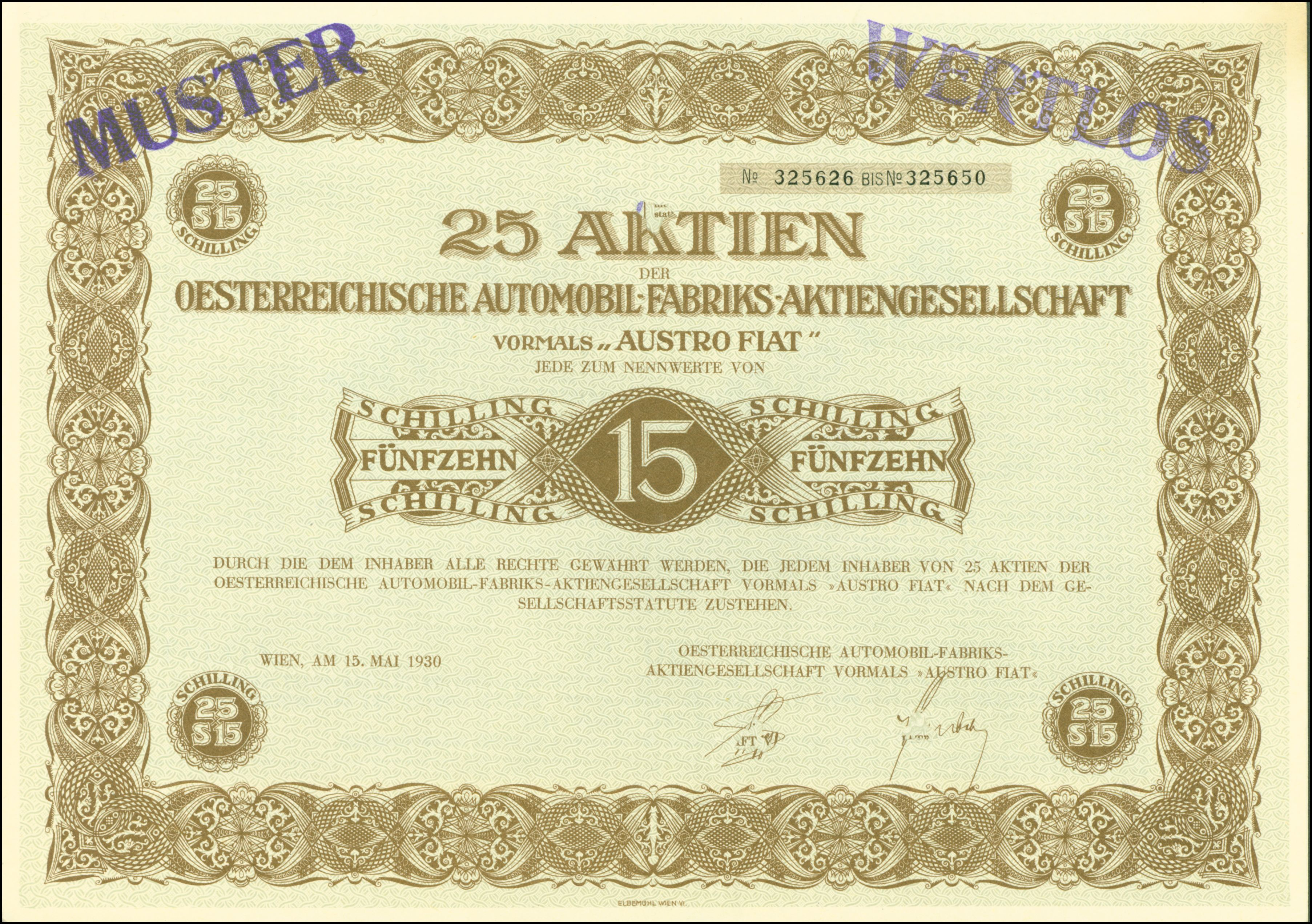
Action de l'Oesterreichischen Automobil-Fabriks-AG en dat du 15 mai 1930

Après la Première Guerre mondiale, les relations d'affaires de la filiale autrichienne avec la société Fiat se sont tendues et en 1921, Austro-FIAT a remplacé son nom par Osterreichische Automobil-Fabriks-AG, sous la forme abrégée ÖAF, avec conservation de la marque déposée précédente. 
Le dernier modèle Fiat fut le camion TS de 1924, équipé d'un moteur Fiat d’une puissance de 45 HP. L’ancienne filiale autrichienne de Fiat a débuté la production d’autres modèles en Autriche, ce qui a permis à la société de commencer le développement de ses propres modèles. Le plus populaire présenté en 1925 fut le véhicule léger de vente ambulante AFN avec ses 1,75 t de charge utile. Il reprenait la partie mécanique Fiat, moteur 4 cylindres de 2 850 cm3, 42 HP, l'utilisation de cardans et de vrais pneumatiques et non pas des bandages pleins, ce qui lui autorisait une vitesse de 65 km/h. Puis, en 1928, apparut l'AF2 et l'année suivante l'Austro-Fiat-1001, un autobus. C'est à partir de cette époque que la société a abandonné la fabrication des voitures particulières pour se consacrer aux véhicules industriels, camions, fourgons et autobus. Sont ainsi apparus la série AFL/AFY fabriqués de 1930 à 1937. 
En 1936, lorsque l'Autriche est envahie par les armées du Troisième Reich d’Hitler, l’allemand MAN récupère la majorité des parts détenues par Fiat dans ÖAF, pour que le constructeur italien n’en possède plus que 15 %. ÖAF a commencé à équiper certains de ses camions avec des moteurs diesels MAN dès 1934. 
La production a été suspendue vers la fin de la guerre en raison de la destruction de l'usine lors des bombardements et elle n’a repris qu'au début des années 1960 après la reconstruction de l'outil industriel et lorsque ÖAF a repris la fabrication de camions spéciaux.

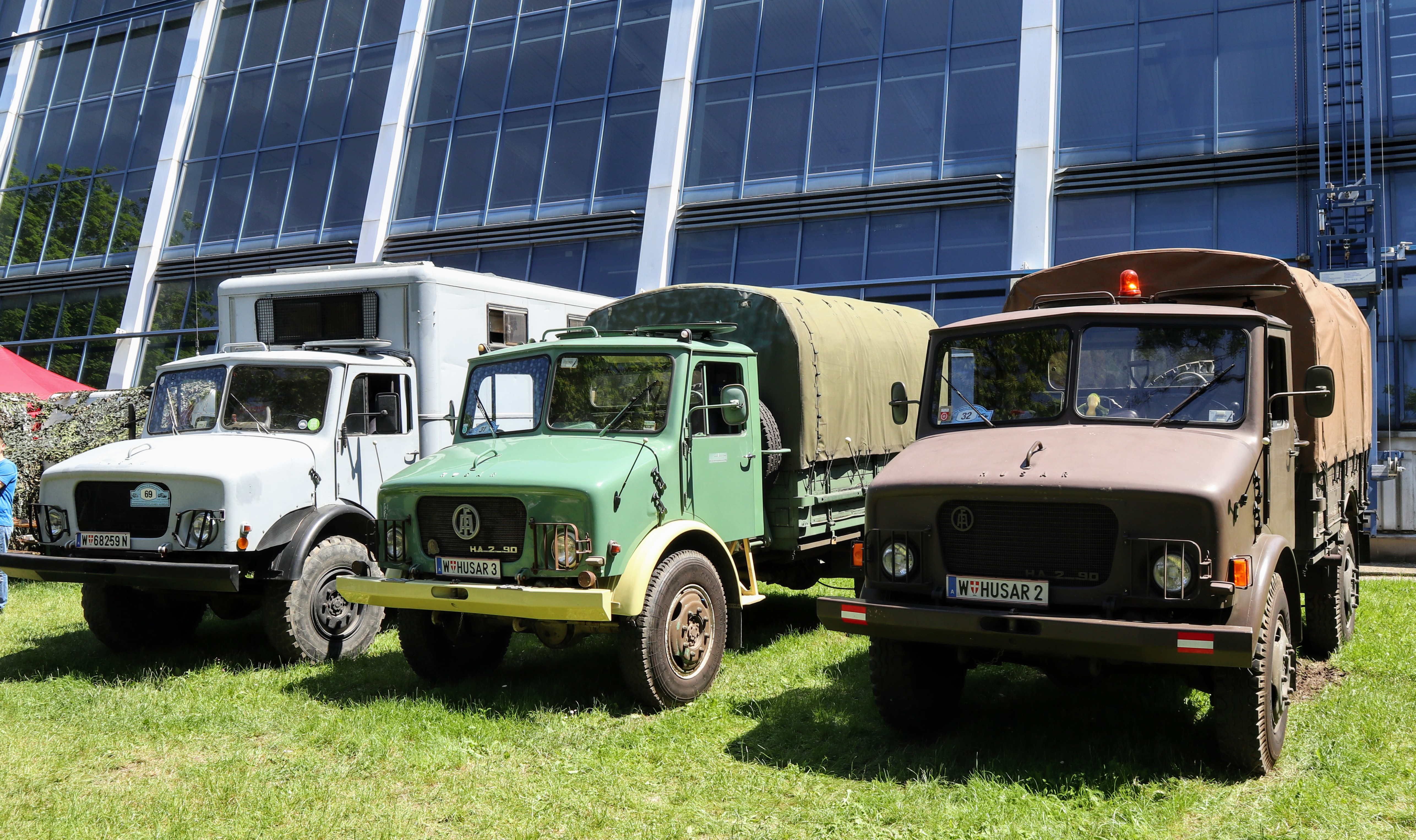
ÖAF Husar

En 1945, les deux États, Allemagne et Autriche sont redevenus indépendants, mais les liens financiers entre MAN et ÖAF ont été conservés. Comme l’Allemagne, l’Italie avait été aussi vaincue et ne peut exiger le juste retour des choses. Fiat était déjà sorti complètement du capital. À la fin des années 1950, MAN rachètera la totalité du constructeur autrichien.
ÖAF a alors été contraint d’installer les moteurs diesel MAN dans ses véhicules en remplacement des mécaniques Fiat. Pour MAN, l’intégration ne sera pas très facile et devra se résoudre à fabriquer dans les usines autrichiennes des modèles pratiquement identiques aux originaux allemands. Plus tard, ÖAF s’est spécialisé dans la construction de véhicules spéciaux MAN notamment pour le marché néerlandais vendus sous la marque ÖAF. 
Depuis 1970, ÖAF s’est spécialisé dans la production des camions multi-essieux. Désormais, tous les modèles fabriqués en Autriche sont vendus sous la marque MAN en Autriche et à l'exportation.